# Helge Slaatto
Helge Slaatto (* 1952 in Oslo) ist ein norwegischer Violinist und Hochschullehrer.

## Leben
Helge Slaatto studierte bei Maria Lidka, Sandor Végh und Dorothy Delay. Er wirkte als Konzertmeister beim Odense Symfoniorkester und Athelas Ensemble Kopenhagen. Slaatto ist Interpret zeitgenössischer Musik mit solistischer Tätigkeit, u. a. mit dem Koenig Ensemble London, Koechlin Ensemble, Randers Kammerorkester Dänemark, beim Bergen Festival, Cantiere Internazionale d’Arte Montepulciano. Mit dem Kontrabassisten Frank Reinecke bildet er das Duo Slaatto Reinecke. Die gemeinsame Einspielung des Albums Plainsound Glissando Modulation von Wolfgang von Schweinitz erhielt 2009 den Preis der Deutschen Schallplattenkritik.
Von 1992 bis zu seinem Eintritt in den Ruhestand im Jahr 2018 lehrte Slaatto als Professor an der Musikhochschule Münster, wo er von  2008 bis 2010 auch als Dekan wirkte. Zudem leitete er Meisterklassen in Deutschland, Griechenland, Dänemark und Portugal. Zu seinen Schülern zählte unter anderem Suyoen Kim.

## Diskografie
- Together. Werke von Hans Vogt, Isang Yun, Heinrich Ignaz Franz Biber, Niels Viggo Bentzon. Mit Frank Reinecke, Kontrabass (Ambitus; 2005)
- Wolfgang von Schweinitz: Plainsound Glissando Modulation.  Mit Frank Reinecke, Kontrabass (Neos; 2009) Mit Frank Reinecke, Kontrabass (Neos; 2009)
- Sven Lyder Kahrs: Dew Sparrows Breath. Mit Anton Lukoszevieze, Cello; Frank Reinecke, Kontrabass; Ensemble recherche (Aurora; 2009)
- Nikolaus Brass: songlines. Mit Klaus-Peter Werani, Viola; Erik Borgir, Cello; Frank Reinecke, Kontrabass (Neos; 2010)
- Svend Hvidtfelt Nielsen: Dance and Detours. Mit dem Randers Chamber Orchestra, Dirigent: David Ridell (Da capo; 2011)
- Axel Borup-Jørgensen: Viola Works. Mit Anette Slaatto, Viola; Christina Bjørkøe, Klavier; Signe Asmussen, Mezzosopran; Ensemble Ekkozone; Leitung: Matthias Reumert (Da capo; 2015)
- Ars Nova – New Music. Werke von Guillaume de Machaut, Wolfgang von Schweinitz, Philippe de Vitry. Mit Frank Reinecke, Kontrabass (Neos; 2018)